# 宅垄镇
宅垄镇，原为宅垄乡，是中华人民共和国四川省阿坝藏族羌族自治州小金县下辖的一个乡镇级行政单位。2019年12月，撤销新格乡、宅垄乡，设立宅垄镇，以原新格乡和原宅垄乡所属行政区域为宅垄镇的行政区域。
2020年中国南方水灾期间，7月6日上午6时，宅垄镇元营村城隍庙沟吉峰沙场发生山洪引发的泥石流灾害，導致4人失联。

## 行政区划
宅垄镇下辖以下地区：
马尔村、四明村、四龙村、鸡心村、波罗村和日落村。